# 蓋爾斯堡 (密蘇里州帕特南縣)
蓋爾斯堡（英語：Galesburg）是位於美國密蘇里州帕特南縣的非建制地區。

## 地理
蓋爾斯堡所處的海拔為高於海平面303米（即994英呎），而該地所採用的時區為UTC-6，即北美中部時區（CST）。同時該地設有夏令時間，為UTC-6調快一小時，即UTC-5（CDT）。